# 罗汉镇 (乐山市)
罗汉镇，是中华人民共和国四川省乐山市市中区曾经下辖的一个镇。2019年12月，撤销罗汉镇，将其所属行政区域划归水口镇管辖。

## 行政区划
罗汉镇撤销前下辖以下地区：
罗汉场社区、双庙村、罗金村、黄荆村、龙窝村、黎明村、白玉村、王沟村、华光村、新乐村和香超寺村。